# Акт присяги шести ингушских фамилий России
Акт присяги шести ингушских фамилий России — исторический документ (договор) о вступлении представителей шести родов Назрановского общества в Российское подданство, заключённый 22 августа 1810 года в городе Владикавказе командующим крепостью генералом И. П. Дельпоццо. Акт подписали по десять представителей от каждого рода — от Таргимхоевых, Хамхоевых, Цикмабуховых (Оздоевых), Эгиевых, Картоевых, Евлоевых.
Большая часть ингушей, в частности горные ингушские общества, не вступали в договор и не считали себя российскими подданными.
Миграционные процессы, связанные с возвращением ингушей в Назрановскую долину, начались ещё во второй половине XVIII века. В 1781 году считается основанной Назрань. С этого времени ингуши уже контролировали долину р. Назранки, но из-за ряда причин прошло несколько десятков лет, прежде чем ингуши смогли прочно основаться на этой территории. Так, непосредственно подписанию данного договора предшествовало активное переселение части ингушского населения из Тарской долины (совр. Пригородный район) в район Назрани. Кроме того, именно в этот предшествующий договору период происходят столкновения между назрановцами и чеченско-дагестанской группой из 600 человек, возглавляемой и организованной кабардинскими владетелями.
Согласно этому договору назрановцы были обязаны выставлять для борьбы с врагами России полностью экипированные отряды численностью не менее 1000 человек, сообщать о нападениях на крепости, передавать российским властям представителей враждебных групп, обеспечивать беспрепятственный проход российских войск через селения; кроме того, накладывались ограничения на переселение в другое место. В случае нарушения данных обязательств нарушившие договор ингуши объявлялись «изменниками и бунтовщиками» и российские командование было вправе поступать с ними как с неприятелями. В том же 1810 году была заложена Назрановская крепость. Она перестраивалась и укреплялась в 1817 и 1832 годах.